# Ichszydydzi

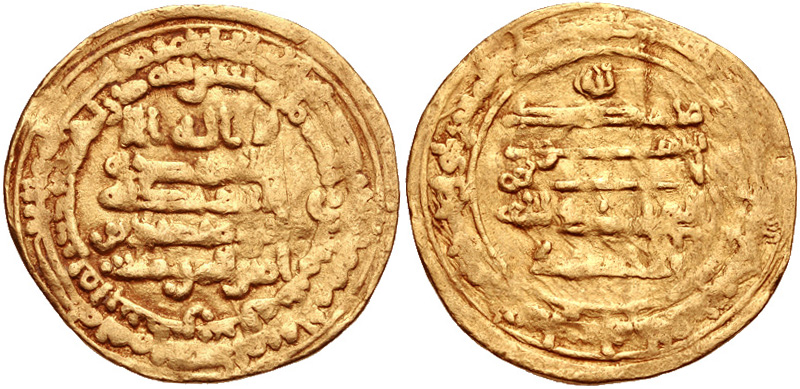
Monety wybite w Palestynie za panowania Muhamada ibn Tughdża

Ichszydydzi – dynastia rządząca Egiptem w latach 935-969, oraz od 941 Syrią i Palestyną, a od 942 Hidżazem.
Założona została przez Muhammada ibn Tughdża, tureckiego żołnierza najemnego, który został namiestnikiem Egiptu i uniezależnił się od zwierzchnictwa kalifatu w Bagdadzie. Fakt ten kalif Ar-Radi (934-940) uznał oficjalnie w 939 i nadał Ibn Tughdżowi zaszczytny tytuł „ichszid” (oznaczający po persku „księcia”), od którego wzięła nazwę cała dynastia. 

## Panowanie
Za panowania ibn Tughdża w Egipcie zaczęto bić od nowa pełnowartościowego dinara, co korzystnie wpłynęło na rozwój państwa. Wówczas też wprowadzono stałe pensje urzędników (maratib). 
Po śmierci ibn Tughdża faktyczną władzę w Egipcie sprawował czarnoskóry eunuch rodem z Abisynii, Abu al-Misk Kafur, najpierw jako regent jego dwóch synów, których był wychowawcą, a następnie samodzielnie. Udało mu się obronić Syrię i Egipt przed rosnącą w północnej Syrii dynastią Hamdanidów. Za jego panowania tworzył w Egipcie słynny poeta Al-Mutanabbi (ok. 915-965), który zaczynał jako panegirysta Kafura, a następnie naraził się na jego niełaskę i w 961 zbiegł z Egiptu.
W roku 955 przejęto z rąk Nubijczyków nadgraniczną miejscowość Ibrim.
W państwie regularnie dochodziło do napięć między chrześcijańską a muzułmańską ludnością. W 960 roku w odpowiedzi na zdobycze bizantyńskiego cesarza Nicefora II Fokasa, doszło do zamieszek w Kairze, w trakcie których zniszczono dwa kościoły. Również szyici licznie zamieszkiwali wówczas Egipt, będąc niekiedy bliskimi doradcami ibn Tughudża.
Panowaniu Ichszydydów położyła kres szyicka dynastia Fatymidów (969-1171). W 969 Egipt podbiły wojska fatymidzkie pod wodzą Dżawhara as-Sikilli. 

## Dynastia Ichszydydów
- Muhammad ibn Tughdż 935-946
- Abu al-Kasim Unudżur 946-960 (syn ww.)
- Abu al-Hasan Ali 960-966 (brat ww.)
- Abu al-Misk Kafur 966-968 (niewolnik Ibn Tughdża)
- Abu al-Fawaris Ahmad 968-969 (syn Alego, zdetronizowany, zmarł w 987)